# 西充县
西充县是中华人民共和国四川省南充市下辖的一个县，位于南充市西北方向，县城晋城镇距离南充市区直线距离25公里。西充生态环境良好，气候温和，属亚热带湿润气候区。2019年10月，获评“中国长寿之乡”。

## 歷史沿革[2]
- 西充縣在禹貢時代，是梁州的疆域。
- 周代，為雍周地。
- 春秋時代，為巴國屬地。
- 戰國時代屈服於楚武力之下，後為秦所滅。
- 秦滅六園，一統神州後，在巴國的故地設置巴郡，西充遂為巴郡的轄地。
- 漢滅秦後，隸屬於巴郡的充國縣。當時的充國縣，包括今閬中、南部、西充，南充等地，
- 東漢永元二年(90年)，閬中分出，其餘的南部、西充，南充等地，仍為充國縣，置縣治於今南部縣楠木公社。東漢初平四年(193年)，又從充國縣中，分出南充國縣，充國縣只剩今南部、西充屬地。建安六年（201年），把巴郡改置為三個巴郡：一即巴西郡、巴東郡和巴郡，即三巴。充國縣屬巴西郡。
- 蜀漢的章武元年(221年)，把充國縣改為西充國，仍屬巴西郡。
- 南北朝時代，又把西充國縣，改為西國縣，屬南宕渠郡。西魏大同元年(535年)，又把西國縣，改為晉城縣，縣治設於晉城鎮(即今縣址)，仍屬南宕渠郡。
- 唐代的武德四年(621年)，把晉城縣改為西充縣，屬梁州管轄。
- 宋代，西充的設置和隸屬，與唐代基本相同。到南宋高宗建炎元年(1127年)，把西充縣改屬順慶府管轄。
- 元代，西充的設置和隸屬與南宋基本相同。
- 明代的洪武十年(1377年)，撤銷西充縣建置，併入南充縣。洪武十三年(公元1380年)，又恢復西充縣建置，仍屬順慶府管轄。
- 清代，西充的建置與明代洪武十三年後相同。屬川北道、順慶府管轄。
- 民國時代，西充縣的建置與清代基本相同。民國三年(1914年)，把川北道改為嘉陵道，西充縣屬嘉陵道管轄，民國二十四年(1935年)，廢道，又改為四川省第十一行政督察區，西充縣即屬四川省第十一行政督察區管轄。
- 中華人民共和國成立後，設川北行署，西充即屬川北行署南充專區(駐岳池縣)管轄。

## 縣域沿革
- 1952年1月15日川北行署【民政字第0058號】指示：
  - 西充、射洪、鹽亭3縣共管的潼德鄉劃歸射洪縣
  - 西充縣鳳鳴場第十一、十二兩村劃歸鹽亭縣
  - 鹽亭縣東海鄉劃歸西充縣。
  - 南充縣的扶君鄉，雙河鄉的第二、三、四、五、六共5個村，同仁鄉的一部分劃歸西充縣。
  - 西充縣杜宇鄉第一、二、三組，大村鄉的陸伍溝，大全鄉五村和八村，古樓鄉的七村，均劃歸南部縣；
  - 南部縣金元鄉新民村劃歸西充縣古樓鄉。
- 1952年2月2日川北行署【民政字第0153號】函，鹽亭縣雙江鄉二、三、四、五、六等5村劃歸西充縣。
- 1952年9月1日內務部【內民字第410號】批復，西充縣文井、壁山2鄉劃歸蓬溪縣。
- 1952年10月17日內務部【內民字第540號】批復，南充縣扶君鄉1個村劃歸西充縣。
- 1953年6月26日南充專署【民財字第0180號】通知，南部縣新南鄉兩組劃歸西充縣中心鄉。
- 1953年8月8日四川省政府【府民字第1002號】批復，鹽亭縣東岱鄉劃歸西充縣。
- 2006年7月13日，四川省政府（川府民政[2006]37号）批准同意西充县调整乡镇行政区划。撤销观音、木角、群德3个乡，将原观音乡所属行政区域并入晋城镇，将原群德、木角2个乡所属行政区域并入常林乡。
- 2013年7月24日，四川省政府（川府民政[2013]18号）批复同意撤销莲池乡，设立莲池镇，辖原莲池乡所属行政区域。调整后，全县辖16个镇、28个乡。[3]

## 行政区划
西充县下辖2个街道办事处、16个镇、5个乡：
南台街道、晋城街道、太平镇、大全镇、仙林镇、古楼镇、义兴镇、关文镇、凤鸣镇、青狮镇、槐树镇、鸣龙镇、双凤镇、高院镇、仁和镇、多扶镇、莲池镇、常林镇、占山乡、祥龙乡、车龙乡、东太乡和罐垭乡。

## 文化

### 方言
西充话位于岷江方言在川北的方言岛之中，与属于成渝方言的南充城区方言有较大差异，受四川明清移民运动影响相对较小，是较早期四川方言的存留西充话声韵上拥有保留入声、拥有一套翘舌声母、遇摄读iu（鱼iu、举tɕiu、虚ɕiu）、二儿等字读ə等特征。西充话也拥有大量独特词汇。

## 辖区居民
2010年第六次人口普查，西充县常住总人口513746人，其中：晋城镇102325人，太平镇12262人，大全镇10749人，仙林镇10257人，古楼镇13552人，义兴镇17979人，关文镇8321人，凤鸣镇9721人，青狮镇12739人，槐树镇11040人，鸣龙镇12426人，双凤镇16662人，高院镇12846人，仁和镇12359人，多扶镇16188人，常林乡21214人，占山乡10987人，莲池乡6897人，宏桥乡6413人，金泉乡7634人，华光乡8323人，金源乡9457人，岱林乡6702人，李桥乡7223人，中岭乡7984人，西碾乡7328人，紫岩乡8625人，复安乡5414人，观凤乡7651人，青龙乡7250人，双洛乡5995人，义和乡5696人，罐垭乡9456人，中南乡4474人，双江乡6098人，凤和乡7174人，东岱乡7858人，同德乡7632人，祥龙乡8010人，车龙乡13574人，扶君乡5878人，东太乡10725人，永清乡7294人，金山乡5354人。

## 公路交通
- 国道
  -  212国道
- 高速公路
  -  兰海高速
  -  成巴高速
  -  遂西高速[8]
  - 绵西高速[9]

## 特产
西充二荆条辣椒：中国地理标志产品。